# Alexander von Petrinò
Alexander (Alexandru) Freiherr von Petrinò (* 18. Mai 1824 in Waschkoutz am Czeremosch, Bukowina; † 17. April 1899 (gemäß Sterbeeintrag: 16. April 1899) in Czernowitz, Bukowina) war ein  österreichisch-rumänischer Politiker.

## Leben
Petrinò war der Sohn des Gutsbesitzers Apostolo (ab 1835: Freiherr) von Petrinò († 1837). Sein Stiefvater war der Gutsbesitzer Johann Freiherr von Mustatza (Ioan Mustaţă). Er war griechisch-orthodox und heiratete Marie Martine ? († 1895). Eine Reihe von Familienmitgliedern wurden wie er Abgeordnete im Bukowiner Landtag: Sein Halbbruder von Nikolaus von Petrinò (Nicolae) (aus der ersten Ehe des Vaters; 1817–1884), sein Halbbruder Otto von Petrinò (1834–1884), aus II. Ehe der Mutter sein Halbbruder Nikolaus von Mustatza (Nicolae Mustaţă; 1839–1904) sowie sein Stiefbruder Johann von Mustatza (Ioan Mustaţă; 1830–1895).
Petrinò besuchte das Gymnasium und die Philosophische Lehranstalt in Czernowitz und studierte dann ab 1842 Rechtswissenschaften an der Universität Wien. Danach lebte er zunächst als Gutsbesitzer in Waschkautz am Czeremosch. 1855 erwarb er das Gut Budenitz im bukowinischen Bezirk Storozynetz. Nach 1875 tätigte er verstärkte Industrieinvestitionen. Er war unter anderem Großaktionär der Lemberg-Czernowitz-Jassy-Eisenbahn und 1882 Mitgründer und bis 1889 Präsident der Bukowinaer Boden-Credit-Anstalt.

## Politik
1860 wurde er Mitglied des verstärkten Reichsrats.
Nachdem 1861 der Bukowiner Landtag geschaffen wurde, gehörte Petrinò diesem von 1861 bis 1864 und erneut von 1866 bis 1873 und zuletzt von 1874 bis 1875 an.
Von 1861 bis 1864, 1867 bis 1870, 1870 bis 1871 und 1873 bis 1876 war er Mitglied des österreichischen Abgeordnetenhauses.
Nachdem sein Bruder Nikolaus von Petrinò seine Wahl abgelehnt hatte, wurde von Petrinò in einer Nachwahl der Wählergruppe Großgrundbesitz der Bukowina gewählt und gehörte in der I. Legislaturperiode vom 3. Mai 1861 bis zu seinem Rücktritt am 9. Mai 1864 dem Abgeordnetenhaus an. In der II. Legislaturperiode wurde er in der Wählergruppe der Städte der Bukowina und Handels- und Gewerbekammer Czernowitz gewählt. Er gehörte dem Parlament vom 20. Mai 1867 bis zum 31. März 1870 an. Er schied erneut durch Rücktritt aus dem Abgeordnetenhaus, diesmal in Opposition zum Bürgerministerium. Der Rücktritt von zwölf Abgeordneten, darunter Petrinò, erfolgte wegen der Ablehnung der verstärkten Länderautonomie – auf Antrag Petrinòs – durch den Reichsrat und die Beratung des Notwahlgesetzes. In der III. und V. Legislaturperiode wurde er erneut in der Klasse des Großgrundbesitzes der Bukowina gewählt. Er gehörte vom 17. Juni 1867 bis zu dessen Auflösung Ende September 1867 dem Herbst-Kaiserfeld'schen Klub an. Im Jahr 1870 und erneut 1873 trat er dem Klub des rechten Zentrums bei und verstand sich als rumänischer Föderalist.
Im Ministerium Potocki war er vom 6. Mai bis zum 30. Juni 1870 Leiter des Ackerbauministeriums und danach vom 30. Juni 1870 bis zum 4. Februar 1871 Ackerbauminister.